# Боусфилд, Йен
Йен Бо́усфилд (правильнее И́ан Ба́усфилд; англ. Ian Bousfield, встречается также написание Ян Бо́сфилд; род. 1964, Йорк) ― британский тромбонист и музыкальный педагог; солист оркестра Халле в Манчестере, Лондонского симфонического оркестра, Венского филармонического оркестра и оркестра Венской государственной оперы; профессор Королевской академии музыки в Лондоне.

## Биография
Йен Боусфилд начал заниматься на тромбоне в возрасте семи лет. Его первыми учителями стали отец музыканта и тромбонист Дадли Брайт. С 13 до 17 лет Боусфилд был солистом Йоркширского духового оркестра и стал с этим коллективом лауреатом нескольких британских национальных и региональных конкурсов. В 1980 году он стал музыкантом Молодёжного оркестра Европейского союза под руководством Клаудио Аббадо, где провёл следующие два года. В 1983 году Йен Боусфилд получил должность солиста оркестра Халле в Манчестере. В 1988 году он стал солистом Лондонского симфонического оркестра, сменив ушедшего на пенсию Дениса Уика (англ. Denis Wick). С 1992 года Боусфилд преподавал в Королевской академии музыки в Лондоне.
В сентябре 2000 году, после двенадцатилетней работы в Лондонской филармонии, Йен Боусфилд переехал в Австрию, где стал солистом Венского филармонического оркестра и оркестра Венской государственной оперы, став первым и единственным на данный момент британским музыкантом в этом коллективе.
Как солист Йен Боусфилд выступал со многими известными европейскими и американскими оркестрами. Он стал первым исполнителей ряда сочинений современных композиторов для тромбона.